# Charlotte Johnson Wahl
Charlotte Maria Offlow Johnson Wahl, született Fawcett (Oxford, 1942. május 29. – London, 2021. szeptember 13.) brit művésznő, Boris Johnson politikus, valamint Rachel Johnson újságíró és Jo Johnson politikus édesanyja.

## Fiatalkora és tanulmányai
Charlotte Johnson Wahl Charlotte Offlow Fawcett néven született Oxfordban, Frances (született Lowe) és James Fawcett lányaként, a litván zsidó származású amerikai Elias Avery Lowe paleográfus és Helen Tracy Lowe-Porter fordító unokája volt. Az Oxfordi Egyetemen tanult angolt, és ő volt az első házas női hallgató a Lady Margaret Hallban. 1963-ban megszakította tanulmányait, hogy férjével, Stanley Johnsonnal, akit Oxfordban ismert meg, és akivel 1963-ban a londoni Marylebone-ban kötött házasságot, az Egyesült Államokba látogasson. Később visszatért, és másodosztályú kitüntetéses diplomát kapott.

## Festményei
Johnson Wahlról feljegyezték, hogy „hivatásos portréfestőként szerzett nevet”, mely portrékat Crispin Tickell, Joanna Lumley, Jilly Cooper, Simon Jenkins és mások számára festett, de tájképeket is alkotott, amelyekről azt írták, hogy a vorticista stílusú.
A londoni Maudsley Kórházban 1974-ben, Brüsszelben az 1970-es években és a londoni Gavin Graham Galériában 2004-ben rendezett kiállításai teltházasak voltak. Munkáiból 2015-ben a londoni Mall Galleries-ben rendezett retrospektív kiállítása is sikeres volt.
Festményei 1000 és 5000 font közötti áron keltek el. Wahl két festménye a Bethlem Museum of the Mind gyűjteményében található, másik kettő pedig az Oxfordi Egyetem kollégiumainak gyűjteményében.

## Magánélete
Johnson Wahl volt Boris Johnson miniszterelnök, Jo Johnson volt parlamenti képviselő (ma Marylebone bárója), Rachel Johnson újságíró és Leo Johnson vállalkozó édesanyja. Ő és Stanley Johnson 1979-ben váltak el. Johnson Wahl ezután 1988-ban hozzáment Nicholas Wahl amerikai professzorhoz, de 1996-ban megözvegyült. 40 éves korában Parkinson-kórt diagnosztizáltak nála.
2015-ben az Evening Standard "baloldaliként" emlegette Johnson Wahlt, lánya, Rachel pedig azt állította, hogy apja, Stanley "hajlamos szocialistákat feleségül venni". Rachel megjegyezte, hogy édesanyja "az egyetlen vörös (politikai szín) volt a faluban, amikor Exmoorban éltünk".
Boris Johnson 2019 októberében a Konzervatív Párt konferenciáján tartott beszéde során nyilvánosságra hozta, hogy édesanyja a 2016-os népszavazáson az Egyesült Királyság Európai Unióból való kilépése mellett szavazott.
Johnson Wahl 2021. szeptember 13-án, 79 éves korában halt meg a londoni St Mary's Kórházban.

## Fordítás
- Ez a szócikk részben vagy egészben  a   Charlotte Johnson Wahl című angol Wikipédia-szócikk fordításán alapul.  Az eredeti cikk szerkesztőit annak laptörténete sorolja fel. Ez a jelzés csupán a megfogalmazás eredetét és a szerzői jogokat jelzi, nem szolgál a cikkben szereplő információk forrásmegjelöléseként.